# Trần
Trần je vietnamské příjmení, které pochází z čínského příjmení Chen (陳).

## Významní Trầnové
- Dynastie Trần
- Trần Thái Tông (1218–1277) – vietnamský císař
- Trần Đại Quang (1956–2018) – vietnamský politik
- Trần Hưng Đạo (1228–1300) – vietnamský vojevůdce
- Trần Hiếu Ngân (* 1974) – vietnamská taekwondistka
- Trần Thu Hà (* 1975) – vietnamská zpěvačka
- Karrueche Tranová (* 1988) – americká herečka a modelka